# Джоузеф (град, Орегон)
Джоузеф (на английски: Joseph) е град в окръг Уолоуа, щата Орегон, САЩ. Джоузеф е с население от 1054 жители (2000) и обща площ от 2,2 km². Намира се на 1280,2 m надморска височина. ЗИП кодът му е 97846, а телефонният му код е 541.